# Tillandsia gilliesii
Tillandsia gilliesii är en gräsväxtart som beskrevs av John Gilbert Baker. Tillandsia gilliesii ingår i släktet Tillandsia och familjen Bromeliaceae.

## Underarter
Arten delas in i följande underarter:
- T. g. gilliesii
- T. g. polysticha